# Fazl Ahmad Khan
Maulana Fazl Ahmad Khan (également transcrit Fadl Ahmad Khan), parfois désigné par le titre honorifique Hujur Maharaj, est un maître musulman indien d'une des confréries soufies, la Naqchabandiyya. Il est le sixième après Mirza Zanzana, le 35e de cette lignée de successeurs de l'ordre des Naqshbandis.

## Biographie
Fazl Ahmad Khan est né selon les sources en 1838 ou en 1857 à Raipur dans le district de Farrukhabad (État indien de l'Uttar Pradesh). Son père était Shaikh Gulam Hussain, qui fut lui-même un maître de l'ordre de la Naqchabandiyya. Faz Ahmad Khan a suivi une scolarité dans une école anglophone ; il a été initié à la tradition islamique en partie par son père, en partie par Malauwi Ahmad Ali Khan qui l'a initié à la tariqa et qu'il a servi en tant que disciple jusqu'à la mort de ce dernier en 1889.
Hujur Maharaj faisait la distinction entre religion et spiritualité. Ce qui l'a amené à transmettre son savoir spirituel aussi bien à des hindous qu'à des chrétiens et à des musulmans. Il ne faisait pas de la conversion à l'islam un préalable.
Il a initié Ram Chandra Saxena, un hindou, puis d'autres disciples hindous, nombreux. Ce comportement atypique lui a attiré des critiques de la part de dignitaires musulmans,.
En 1896, il a choisi Mahatma Ram Chandraji comme successeur, un cas unique de transmission de ses connaissances spirituelles à un hindou sans conversion à l'islam.
Cependant, il a eu un nombre important de disciples musulmans, 17 "officiellement investis", dont 15 sunnites. Cela suggère selon Th. Dahnhardt que Fazl Ahmad Khan souhaitait malgré tout  « garantir la continuité et la survie du cadre socioculturel d'origine de l'ordre soufi dans son environnement islamique ». Les milieux musulmans soufis auraient accepté malgré tout qu'il ait des disciples non musulmans pour cette raison.